# Konstantin Wyrupajew
Konstantin Grigorjewicz Wyrupajew (ros. Константин Григорьевич Вырупаев, ur. 10 października 1930 w Irkucku, zm. 31 października 2012 tamże) – radziecki zapaśnik, mistrz olimpijski.
Uczestnik oraz złoty medalista olimpijski z IO w Melbourne (1956), gdzie wystąpił w wadze koguciej (styl klasyczny). Brązowy medalista olimpijski z Rzymu 1960 (waga piórkowa – styl klasyczny). Wicemistrz świata z 1962 roku. Oprócz tego brązowy medalista mistrzostw ZSRR w 1954 oraz wicemistrz ZSRR w latach 1955-1957. Po zakończeniu kariery zawodniczej został trenerem. Trenował m.in. Aleksandra Szestakowa - mistrza Europy z 1988 roku.
W 1957 r. otrzymał Order „Znak Honoru”, a także kilka innych odznaczeń za osiągnięcia sportowe oraz za zasługi dla rodzimego miasta Irkucka.